# Cinema America
Il Cinema America, originariamente chiamato Cinema (o Teatro) La Marmora, è un cinema monosala dismesso di Roma, sito nel rione Trastevere.

## Storia
Nell'ambito dell'urbanizzazione del rione Trastevere nel corso del XIX e del XX secolo, Iginio Amigoni propose la costruzione di un cinema-teatro col nome di La Marmora su un terreno compreso tra alcuni palazzi e che era rimasto non edificato per diversi decenni. Il progetto fu affidato all'ingegnere Romeo Amendola, ma incontrò le proteste degli abitanti del luogo che vista l'alta densità abitativa preferivano che l'area venisse destinata alla costruzione di altre abitazioni; l'area era inoltre già servita da almeno altre tre sale (l'Italia Nova di piazza Mastai, il Trastevere di viale del Re e l'Amor di piazza di Sant'Apollonia). Fu quindi presentato un nuovo progetto che prevedeva una sala lievemente più piccola e la costruzione di altri edifici residenziali.
Nel corso degli anni 1950, tuttavia, il Lamarmora si era rivelato troppo piccolo e fu quindi demolito nel 1954. Il nuovo cinema America, progettato da Angelo Di Castro, fu inaugurato nel 1956 e fu gestito prima dal Circuito di Giovanni Amati, poi da Mondialcine e infine da Cecchi Gori.
Nel 1999 fu chiuso e, dopo un progetto di riconversione in sala bingo fortemente osteggiato dai residenti, pochi anni dopo fu venduto per circa due milioni di euro alla società Progetto Uno, che ne aveva pianificato la demolizione per costruirvi un edificio residenziale con garage.
Nel 2012 un gruppo di giovani studenti (che diede poi vita all'Associazione Piccolo America) occupò lo stabile per impedirne la demolizione, salvo essere poi sgomberati nel 2014; la vicenda del Cinema America attirò tuttavia l'attenzione sia del mondo del cinema, italiano e non, sia del mondo dell'architettura e della politica, risultando nell'apposizione di due vincoli, uno per l'interesse culturale e l'altro per il valore storico-artistico dei mosaici decorativi. La proprietà presentò ricorso contro i vincoli al Tribunale amministrativo regionale del Lazio, ma tale ricorso è stato respinto nel 2020 e nuovamente dal Consiglio di Stato nel 2023.

## Descrizione
Il palazzo si affaccia su via Natale Del Grande. La facciata è classicamente tripartita: alla base vi sono gli ingressi sovrastati da un architrave sagomato, da cui diparte una peculiare pensilina. La sala è dotata di una copertura in cemento armato munita di un tetto apribile per l'arieggiamento degli ambienti.
Sui piedritti del portale e in diversi ambienti interni sono presenti mosaici realizzati da Anna Maria Cesarini Sforza e dal marito Pietro Cascella, probabilmente su disegno dello scultore Leoncillo Leonardi, a cui sono attribuite le ceramiche che decorano il sotto-schermo della sala.